# Legionella longbeachae
Espèce
Legionella longbeachae  est une espèce de bactéries gram-négatives de la famille des Legionellaceae. C'est une bactérie tellurique qui se rencontre principalement dans le terreau et le compost. Elle fait partie des espèces de cette famille qui sont susceptibles de provoquer une grave infection pulmonaire : la légionellose. Elle n'en est toutefois pas l'agent causal principal, qui est Legionella pneumophila.

## Pathogénicité
Cette bactérie est principalement à l'origine de légionelloses en Australie,,, mais plusieurs cas d'infections ont également été documentées dans d'autres pays comme les États-Unis, le Japon, la Grèce, le Royaume-Uni, mais aussi la France où de rares cas sont décrits sporadiquement (dont 1 en 2022).
Comme pour toutes les autres légionelles provoquant des infections pulmonaires, la transmission inter-humaine n'a jamais été décrite. Le mode de contamination est l'inhalation de poussières issues de terreaux contaminés lors d'activités de jardinage, ou de nettoyage d'outils de jardin.

## Taxonomie
Le nom correct complet (avec auteur) de ce taxon est Legionella longbeachae McKinney et al. 1982.

### Étymologie
L'étymologie de l'épithète spécifique des L. longbeachae est liée au lieu d'isolement initial de cette bactérie : long.be’ach.ae. N.L. gen. neut. n. longbeachae, de Long Beach (California).

## Publication originale
- McKinney RM, Porschen RK, Edelstein PH, Bissett ML, Harris PP, Bondell SP, Steigerwalt AG, Weaver RE, Ein ME, Lindquist DS, et al. Legionella longbeachae species nova, another etiologic agent of human pneumonia. Ann Intern Med 1981; 94:739-743.